# Havajščina
Havájščina (havajsko ‘Ōlelo Hawai'i) je jezik prvotnih polinezijskih prebivalcev Havajskega otočja. Podobno kot drugi polinezijski jeziki ima zelo malo fonemov. Je med redkimi jeziki, ki prvotno niso ločevali med fonemoma /t/ in /k/.
Havajščina je ogrožen jezik. Na večini otokov jo je zamenjala angleščina. Pri vsakdanjem sporazumevanju se ne uporablja več. Izjema je otok Ni‘ihau, kjer jo pri sporazumevanju še uporabljajo. Otok je v zasebni lasti in obiski tujcev so strogo nadzorovani. Zaradi več razlogov se je od leta 1900 število govorcev havajščine s 37.000 zmanjšalo na okoli tisoč. Polovica med njimi je danes stara sedemdeset ali osemdeset let.

## Havajska abeceda
Havajska abeceda, ki se v havajščini imenuje ka pī‘āpā Hawai‘i, temelji na latinici, izvira pa iz 19. stoletja. S samo dvanajst črkami in znakom okina (ʻ) je med najkrajšimi abecedami na svetu.